# Ek Villain
Pour plus de détails, voir Fiche technique et Distribution.
Ek Villain est un thriller romantique indien réalisé par Mohit Suri et sorti en 2014.

## Synopsis
Guru, un criminel au passé chargé, est tourmenté par des cauchemars qui l'ont rendu insomniaque. Un jour, il fait la connaissance d'Aisha, une jeune femme pleine de gentillesse et d'énergie. Aisha cache pourtant un lourd secret : elle est atteinte d'un cancer qui la tue à petit feu et qui aura bientôt raison d'elle. Aisha s'est donc donné différents objectifs à atteindre avant la fin de sa vie. Elle a noté ces objectifs dans un carnet qu'elle garde précieusement et qu'elle emmène partout avec elle. De manière inexplicable, Guru se sent attiré par la jeune fille : tout d'abord, il éprouve de la compassion pour celle-ci, puis, lorsqu'elle est absente, il ressent combien elle lui manque. Finalement, il se rend compte qu'il est complètement amoureux d'elle. Il décide alors de l'aider à atteindre ses objectifs. Ce faisant, Guru découvre ce que signifie le bonheur... Sauf que le bonheur est de courte durée : alors que Guru est parti postuler pour un emploi, Aisha se fait violemment assassiner, alors qu'elle avait vaincu la maladie et était enceinte de leur premier enfant — une nouvelle que Guru apprendra bien plus tard, lors de l'autopsie du corps d'Aisha. Guru redevient un être sans vie et sans sommeil, tel qu'il était avant l'arrivée d'Aisha, et se met en tête de retrouver l'assassin de son amour perdu, poussé par une douleur et une haine insoutenables.

## Distribution
- Riteish Deshmukh : Rakesh Mahadkar
- Sidharth Malhotra : Guru Divakar
- Shraddha Kapoor : Aisha
- Shaad Randhawa : Aditya
- Aamna Sharif : Sulochana
- Meher Acharya Dar : le patron de Ritesh
- Rini Das : Mistress
- Prachi Desai : Cameo
- Praveena Deshpande : la mère de Dipu
- Remo Fernandes : Caesar (Sahiba)
- Nihar Gite : Manish
- Anagha Joshi : l'épouse de Brijesh
- Kamal Rashid Khan : Brijesh
- Rishina Khandare : l'infirmière